# Бортиджадас
Бортиджа̀дас (на италиански и на сардински: Bortigiadas, на местен диалект Bultigghjata, Бултигята) е село и община в Южна Италия, провинция Сасари, автономен регион и остров Сардиния. Разположено е на 476 m надморска височина. Населението на общината е 806 души (към 2010 г.).